# Koonga
Koonga è un comune rurale dell'Estonia meridionale, nella contea di Pärnumaa. Il centro amministrativo è l'omonima località (in estone küla).

## Località
Oltre al capoluogo, il comune comprende altre 41 località:
Emmu - Hõbeda - Irta - Iska - Jänistvere - Järve - Joonuse - Kalli - Karinõmme - Karuba - Kibura - Kiisamaa - Kõima - Koonga - Kuhu - Kurese - Lõpe - Maikse - Mihkli - Naissoo - Nätsi - Nedrema - Õepa - Oidrema - Paimvere - Palatu Parasmaa - Peantse - Piisu - Pikavere - Rabavere - Salevere - Sookatse - Tamme - Tarva - Tõitse - Ura - Urita - Vastaba - Veltsa - Võitra - Võrungi